# Oligonychus mexicanus
Oligonychus mexicanus är en spindeldjursart som först beskrevs av McGregor och Ortega 1953.  Oligonychus mexicanus ingår i släktet Oligonychus och familjen Tetranychidae. Inga underarter finns listade i Catalogue of Life.